# 高野まりえ
高野 まりえ（たかの まりえ 、1981年10月23日 - ）は、日本の元AV女優・元ストリッパー。

## 略歴・人物
2001年に『一人にしないで』（KUKI）でAVデビュー。
レンタルビデオからセルビデオ・Vシネマ・成人映画まで幅広く活躍するが、2004年頃にAVを引退。
2004年6月に新宿ニューアートでストリップデビュー。ストリッパーとしても活動した。
なお、AVデビュー前には地下アイドルとしてライブイベントを中心に活動していた。

## 出演作品

### アダルトビデオ
撮りおろし作品
2001年
- 一人にしないで（1月20日、KUKI）
- ザ・カメラテスト うわっカワイイ!おっ美巨乳!（3月21日、アテナ映像）他出演:松田瞳、愛葉亜希、秋葉あつこ、立原鈴花、斉木結利
- B・PANIC（4月18日、グローリークエスト）
- 妹のくちびる にいちゃん、私もう大人だよ…（4月21日、アテナ映像）他出演:愛葉亜希 他
- ラビリンス（5月22日、エクストリーム）
- インモラル天使 47（7月20日、シネマジック）
- 愛田るかの平成痴女養成学院（7月31日、KUKI）共演:愛田るか
- メルカノ（8月22日、ナチュラルハイ）
- 突然ぶっかけられる女2（8月22日、ディープス）
- 体感ファック if...3（9月1日、桃太郎映像出版）
- 学校の猥談1 破廉恥生徒会の校内活動（9月1日、桃太郎映像出版）共演:姫島レイ、愛川ひな
- 淫行女学園 卓球部合宿スペシャル ピンポンしてたらもうピンピン!!（9月30日、アテナ映像）…共演:長瀬愛、沢村ゆかり、愛葉亜希、桃井望
- 女性の為の家畜人製造教室（10月12日、ヤプーズマーケット）共演:坂口華奈、黒木弓香、岡本奈々、西村まいか、都築唯子、生田なみえ、柏原恵理、堂本小雪、藤原奈美江、高崎はな、牧村裕子、笠原まなみ、坂井由香、並木美和、杉本恭子、水島奈々子、三条るみ、三河亜紀子、木下純子、金子奈央、金子優衣、星野あやめ
- 聖しこの夜（12月1日、エクストリーム）他出演:井上千尋、千夏、池乃内るり

2002年
- アイコンしよう!（1月1日、h.m.p）他出演:内藤花苗、相沢いずみ、遠藤友香、坂口華奈
- 白い性欲（1月10日、ドグマ）
- PIANISSIMO ～ささやくように～（1月25日、GLAY'z）
- 妹調教（2月28日、TMA）
- 7 Game（3月29日、ワンズファクトリー）共演:氷咲沙弥
- 処女を犯したい3 ～林間（輪姦）拘束～（4月9日、アイエナジー）
- OPEN AND PEACE #2（4月15日、MOODYZ）他出演:長谷川留美子、雪野あいか
- ライブチャット（4月25日、桃太郎映像出版）他出演:及川奈央、朝倉まりあ、三月あん、高田のり 他
- みるスポ!（5月3日、みるきぃぷりん♪）
- イジメられっ子 9（5月17日、ワイルドサイド）
- ネコミミーナ（5月22日、宇宙企画）…共演:岡野美憂、鮎川ともみ
- みるきぃHiスクール。（6月1日、みるきぃぷりん♪）
- 君をいじめたい（6月7日、アイエナジー）
- かけだしAVごっこ VOL.1（7月5日、ナチュラルハイ）他出演:うさみ恭香、五十嵐ゆうか、桜井舞、山口美薫、秋本美鈴、水奈詩織、大友このみ、椎名みなみ、田口エリカ、立石サヤカ
- 甘えんぼの妹（9月7日、エクストリーム）他出演:田畑百子、愛葉亜希
- 全国出張ファン感謝祭 宮城県名取市編（9月20日、SODクリエイト）共演:笠木忍
- 痴虐の分娩台（9月20日、シネマジック）
- こんでんすみるきぃ 10（10月7日、みるきぃぷりん♪）
- 家庭教師はエッチなメイドさん（10月7日、エクストリーム）他出演:愛葉亜希、沙原由羽、竹内優美子、中里優奈、田畑百子
- BLACK GANG BANG（12月8日、アイデアポケット）共演:小森詩
- 新任保母日誌 ひらけ!ボッキッキー（ ? 、TMC）共演:石川れい

2003年
- [高野まりえ]のロリ痴女（3月4日、みるきぃぷりん♪）
- 着替え15人（4月19日、アイエナジー）他14名出演
- 桜メモリアル SM物語 前編・後編（11月7日、AVS）

2004年
- いいオンナに犯されたい!! 2（8月20日、ケイ・エム・プロデュース）他出演:中野千夏、白鳥るり、浅見怜、三上翔子、桜田さくら、麻野まりな
- 淫乱OL発情日記 2（9月17日、ケイ・エム・プロデューズ）他出演:三上翔子、白鳥るり、浅見怜、長谷川ゆい、みずなあんり、三好理恵
- 残酷美少女お仕置き隊★施設処刑留置所 mission-1 拷問極刑(集団虐待&格闘処刑)（10月1日、ヤプーズマーケット）共演:松嶋杏、青山洋子、愛沢あかね、川原レイナ、大地結芽
- 残酷美少女お仕置き隊★施設処刑留置所 mission-2 口舌労役(強制舌奉仕&圧迫処刑))（10月1日、ヤプーズマーケット）共演:高野まりえ、松嶋杏、青山洋子、愛沢あかね、川原レイナ、大地結芽

二次使用作品
- うまなみ。プレゼンツ12 淫乱OL4時間（2005年11月25日、ケイ・エム・プロデュース）うまなみ。作品『淫乱OL発情日記2』のセルDVD化作品、他出演:立花里子、西村あみ、藤森かおり、若月樹里、芹華、長谷川美紅、夕凪ななか、中野千夏、白鳥るり、浅見怜、三上翔子、桜田さくら、麻野まりな
- うまなみ。プレゼンツ22 綺麗なお姉さんに犯されたい!4時間（2006年9月29日、ケイ・エム・プロデュース）…うまなみ。作品『イイ女に犯されたい!2』のセルDVD化作品、他出演:藤森エレナ、緒川さら、滝沢あや、川村美咲、三上翔子、白鳥るり、浅見怜、長谷川ゆい、みずなあんり、三好理恵

総集編
2001年
- ラビリンス REMIX（12月14日、エクストエリーム）他出演:後藤まみ

2002年
- 女優61人! 連続発射図鑑 計100発!（2月20日、ディープス）
- i-Club DVD Remix（4月21日、ビデオバンク）
- ROLLY POP（5月31日、宇宙企画）他出演:岡崎あい、酒井里美、雪野あいか、笠木忍、竹内優美子、双葉このみ
- ベスト・オブ・インモラル天使 9（7月19日、シネマジック）他出演:吉田あゆみ、紺野沙織、夕樹舞子、秋本優奈、深井藍、白川なる美
- ギャルズ●パラダイス（7月19日、宇宙企画）他出演:雪野あいか、栗田美沙、酒井里美、双葉このみ、相沢一愛、仲本みなみ、南えり、氷咲沙弥、早乙女ぷりん、平山麻里香
- 「野外凌辱」作品集（11月4日、アイエナジー）他出演:泉星香、雪野あいか、岡島ケイ、三井エリ、麻生加奈
- DOGMA ANTHOLOGY 1.5TH ANNIVERSARY VOL.1（12月6日、ドグマ）

2003年
- GLAY'z アイドル 4時間SPECIAL（2月20日、GLAY'z）
- 36人のカリスマ女子校生（3月27日、TMA）
- 20人の女子校生 2時間（5月30日、TMA）
- 中出し23人斬り（6月5日、アイエナジー）
- BOMB（暴夢）ベストセレクション 4（6月5日、アイエナジー）他出演:岡田ももか、三月あん、雪野あいか、田畑百子、飯田れな、氷咲沙弥
- インモラル天使EX2（6月27日、シネマジック）他出演:夕樹舞子、秋本優奈、吉田あゆみ、三枝美憂 他
- カリスマ妹アイドル 2時間（6月27日、TMA）他出演:長瀬愛、ひろせまなつ、田畑百子 他
- 15人のカリスマ妹アイル 4時間（6月27日、TMA）他14名出演
- ろりちじょ ももぐみ「こどもじゃないもん」（6月30日、みるきぃぷりん♪）他出演:倉本安奈、南亜梨沙
- ザ・カメラテスト BEST11 清純美巨乳GAL汁まみれスペシャル（9月21日、アテナ映像）他出演:愛葉亜希、結城杏奈
- 潮吹き SUPER XXX 4時間（10月4日、GLAY'z）
- 全国出張ファン感謝祭 SuperEdition（10月4日、SODクリエイト）他出演:堤さやか、樹若菜、うさみ恭香、桃井望、笠木忍、長瀬愛、一色志乃
- 女子校生レイプ2時間（10月18日、アイエナジー）他出演:宮城由実、樹若菜、青木ゆう、沢賀名、中河原椿、内藤このは、優月ひそか
- デジフェラ3 ブルセラ編（10月31日、桃太郎映像出版）
- ウルトラエンジェル45人（12月18日、メディアステーション）

2004年
- BLACK GANG BANG REMIXED DX Vol.02（1月8日、アイデアポケット）他出演:恵美梨、日野美沙、小森詩、新堂真美、内藤花苗、上原絵里香、葉月かんな
- バック28人斬り（2月5日、アイエナジー）
- 超ぶっかけ ノーカット版（2月19日、アイエナジー）他出演:うさみ恭香、岡島ケイ、茅ヶ崎祐、泉星香、浅野京子、倉沢七海、倉木アン、飯田れな
- イジメられっ子 [スペシャル] 3（2月27日、ワイルドサイド）他出演:可憐、中原絵梨奈、南ゆり
- 20人の女子校生 2時間（6月16日、TMA）
- 桃太郎 THE BEST 8 1人エッチサポーター ～ヌけるわよ!私達（11月19日、桃太郎映像出版）
- 福満（12月19日、メディアステーション）

他

### 映画
- したがる先生 濡れて教えて（2002年、監督:今岡信治）